# José Gomes (judoka)
José António Pinto Gomes (ur. 14 lipca 1954) – portugalski judoka. Olimpijczyk z Montrealu 1976, gdzie zajął siódme miejsce w wadze lekkiej.
Uczestnik turniejów.

## Letnie Igrzyska Olimpijskie 1976
| Konkurencja | Eliminacje                   | Eliminacje          | Eliminacje               | Repasaże                  | Klas. końcowa |
| Konkurencja | Przeciwnik I                 | Przeciwnik II       | 1/4                      | Przeciwnik I              | Miejsce       |
| ----------- | ---------------------------- | ------------------- | ------------------------ | ------------------------- | ------------- |
| 63 kg       | Moustafa Belhmira (MAR) Z-wo | Osman Yanar (TUR) Z | Héctor Rodríguez (CUB) P | Marian Standowicz (POL) P | 7.            |